# Gerard K. O'Neill
Gerard Kitchen O'Neill (6 de febrero de 1927-27 de abril de 1992) fue un físico americano fascinado por la exploración espacial. Como miembro del cuerpo docente de la Universidad de Princeton, inventó un dispositivo llamado el anillo de almacenamiento de partículas para experimentos de física de alta energía. Más tarde, inventó un lanzador magnético denominado conductor de masas. En la década de 1970, desarrolló un plan de la construcción de los asentamientos humanos en el espacio exterior, incluso un hábitat espacial de diseño conocido como el Cilindro de O'Neill, publicado en 1977 con el título de Ciudades del Espacio. Fundó el Instituto de Estudios Espaciales , una organización dedicada a la financiación de la investigación acerca de la colonización del espacio.
O'Neill comenzó a investigar la física de partícula de alta energía en Princeton en 1954 después de que él recibió su doctorado de la Universidad de Cornell. Dos años más tarde, publicó su teoría para un anillo de almacenamiento de partículas. Esta invención permite experimentos de física de partículas a energías mucho más altas de lo que se creía posible. En 1965 en la Universidad de Stanford , realizó el primer experimento de rayo colisionador de física.

## Nacimiento, la educación y la vida familiar
O'Neill nació en Brooklyn, Nueva York el 6 de febrero de 1927 hijo de Edward Gerard O'Neill, abogado, y Dorothy Lewis O'Neill (Cocinera). No tenía hermanos. Su familia se trasladó a Speculator, Nueva York cuando su padre se retiró temporalmente por motivos de salud. Para la escuela secundaria, O'Neill asistió a Newburgh Free Academy en Newburgh, Nueva York. Mientras que él era un estudiante allí editó el periódico de la escuela y comenzó a trabajar como locutor de noticias en una estación de radio local. Se graduó en 1944, durante la Segunda Guerra Mundial , y se alistó en la Marina de los Estados Unidos en su cumpleaños número 17. La Armada lo entrenó como técnico de radar, lo que despertó su interés por la ciencia.
Después de que él se retiró con honores en 1946, O'Neill estudió una licenciatura en física y matemáticas en la universidad de Swarthmore. Como un niño que había discutido las posibilidades de los seres humanos en el espacio con sus padres, y en la universidad trabajó en ecuaciones de cohetes. Sin embargo, él no veía en la ciencia espacial una opción para una carrera en la física, eligiendo en lugar de eso la física de alta energía. En 1950 se graduó con Phi Beta Kappa honores. O'Neill realizó sus estudios de postgrado en la Universidad de Cornell con la ayuda de una beca de la Comisión de Energía Atómica, y se le concedió un doctorado en la física en 1954.
O'Neill se casó con Sylvia Turlington quien también se graduó de Swarthmore en junio de 1950. Ellos tuvieron un hijo, Roger, y dos hijas, Janet y Eleanor, su matrimonio terminó en 1966.
Una de las actividades favoritas de O'Neill era volar. Él llevó a cabo certificaciones de instrumentos, tanto en potencia y planeador vuelo y mantuvo la FAI Placa Diamond, un premio de deslizamiento. Durante su primer vuelo planeador cross-country en abril de 1973, fue asistido en el suelo por Renate "Tasha" Steffen. Había conocido a Tasha, que tenía 21 años más joven que él, previamente a través de la YMCA Club International. Se casaron el día después de su vuelo. Tuvieron un hijo, Edward O'Neill.

## Investigación de Física de alta energía
Después de graduarse de Cornell, O'Neill aceptó un puesto como profesor en la Universidad de Princeton. Allí comenzó su investigación sobre la alta energía física de partículas . En 1956, su segundo año de la enseñanza, publicó un artículo de dos páginas en el que la teoría de que las partículas producidas por un acelerador de partículas pueden ser almacenados durante unos segundos en un anillo de almacenamiento. Las partículas almacenados podrían ser dirigidos a chocar con otro haz de partículas. Esto aumentaría la energía de la colisión de partículas respecto al método anterior, que dirige el haz a un blanco fijo. Sus ideas no fueron inmediatamente aceptadas por la comunidad de la física.
O'Neill se convirtió en un profesor asistente en Princeton en 1956, y fue promovido a profesor asociado en 1959. Él visitó la Universidad de Stanford en 1957 para reunirse con el profesor Wolfgang KH Panofsky. Esto se tradujo en una colaboración entre Princeton y Stanford para construir el experimento de colisión de haces (CBX). Con una donación de 800.000 dólares EE.UU. de la Oficina de Investigación Naval , la construcción de los primeros anillos de almacenamiento de partículas se inició en 1958 en el Laboratorio de Física de Alta Energía Stanford. Él descubrió la manera de capturar las partículas y, al bombear el aire para producir un vacío , almacenarlos tiempo suficiente para experimentar con ellos. CBX almacena su primer rayo el 28 de marzo de 1962. O'Neill se convirtió en catedrático de física en 1965.

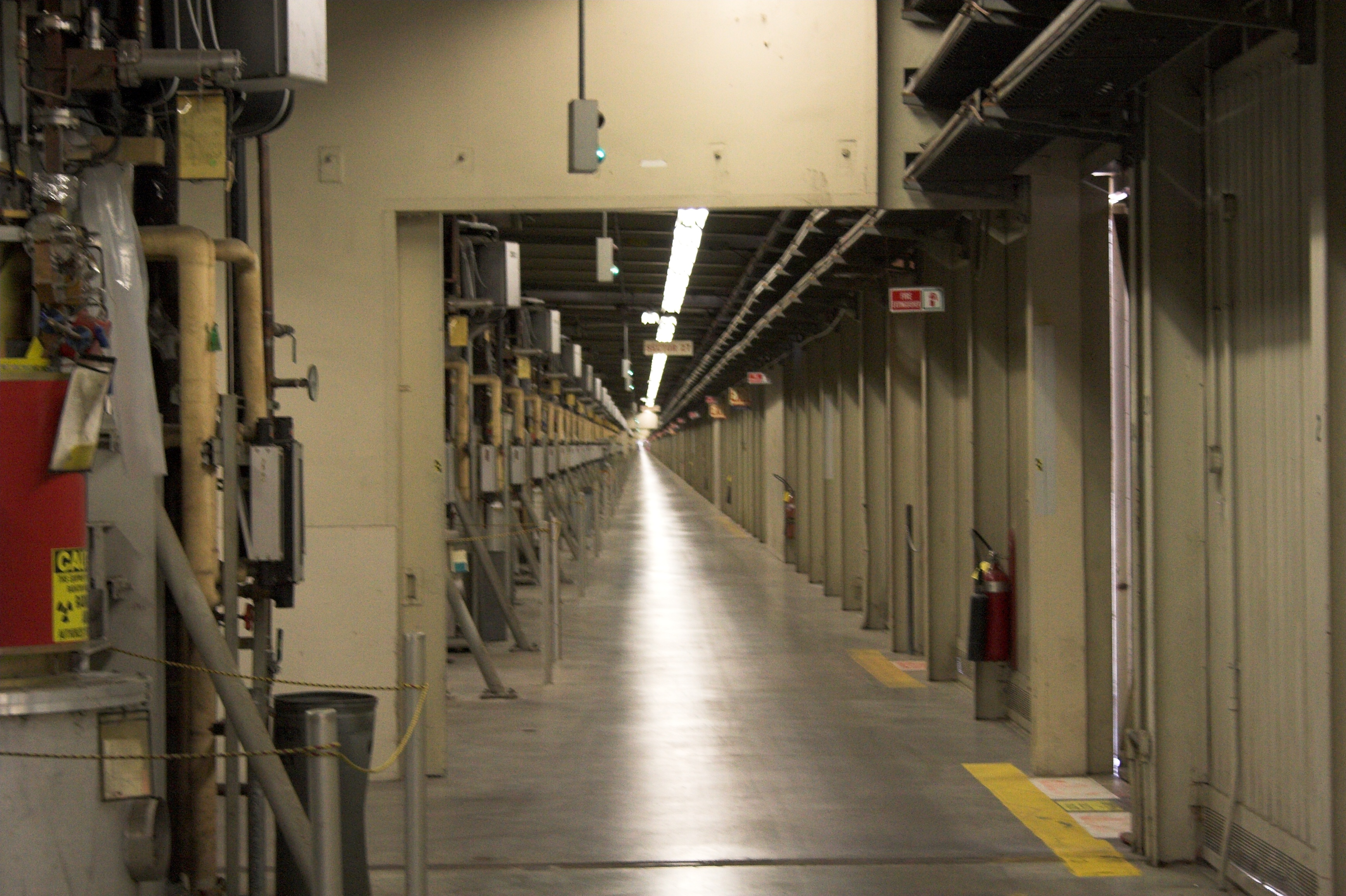
túnel de dos millas de longitud Stanford Linear Accelerator

En colaboración con Burton Richter, O'Neill realizó el primer experimento de física de haz de colisión en 1965. En este experimento, los rayos de partículas del Acelerador Lineal de Stanford fueron recogidos en sus anillos de almacenamiento y luego dirigidos a colisionar a una energía de 600 MeV. En el momento, esta era la energía más alta implicada en una colisión de la partícula. Los resultados demostraron que la carga de un electrón está contenida en un volumen inferior a 100 átomos de diámetro. O'Neill consideró que su dispositivo era capaz de sólo segundos de almacenamiento, pero, al crear un vacío aún más fuerte, otros pudieron aumentar esto a horas. En 1979, él, con el físico David C. Cheng (David C. Cheng), escribió el libro de texto de posgrado Elementary Particle Physics: An Introduction. Se retiró de la enseñanza en 1985, pero permaneció asociado con Princeton como profesor emérito hasta su muerte.

## Colonización espacial

### Origen de la idea (1969)
O'Neill vio un gran potencial en el programa espacial de los Estados Unidos, especialmente las misiones de Apolo . Él se aplicó al Cuerpo de Astronautas después de que la NASA lo abrió a científicos civiles en 1966. Más tarde, cuando se le preguntó por qué quería ir a las misiones de la Luna, dijo, "estar vivo ahora y no tomar parte en él parecía terriblemente miope". [6] Fue sometido a los rigurosos exámenes mentales y físicos de la NASA. Durante este tiempo conoció a Brian O'Leary , también un candidato científico-astronauta, que se convirtió en su buen amigo. [19] O'Leary fue seleccionado para el Grupo 6 de Astronautas pero O'Neill no lo fue. [20]

## Literatura Extra
Libros
- Brand, Stewart (1977). «Interviewing Gerard O'Neill». Space Colonies: A CoEvolution Book. Whole Earth Catalog. ISBN 0-14-004805-7. «Is the surface of a planet really the right place for an expanding technological civilization?»
- Gray, Jerry (ed.) (1977). Space Manufacturing Facilities: Proceedings of the Princeton/American Institute of Aeronautics and Astronautics/National Aeronautics and Space Administration conference, May 7–9, 1975. New York: American Institute of Aeronautics and Astronautics. OCLC 3146607.
- Hoddeson, Lillian (1997). «The Rise of Colliding Beams». The Rise of the Standard Model. Cambridge University Press. ISBN 0-521-57816-7.
- Kolm, Henry H.; Snow, William R. (1992). «Electromagnetic Launch of Lunar Material». Space Resources 2. Washington DC: United States Government Printing Office. pp. 117-135. ISBN 0-16-038062-6. NASA SP-509.
- Martin, Donald H. (2000). «North American Satellites». Communication Satellites. El Segundo CA: American Institute of Aeronautics and Astronautics. ISBN 1-884989-09-8.
- O'Neill, Gerard K. (1977). The High Frontier: Human Colonies in Space. New York: William Morrow & Company. ISBN 0-9622379-0-6.
- Weintraub, Pamela (1984). «Cosmic Colonies». The OMNI Interviews. New York: Ticknor & Fields. pp. 296–314. ISBN 0-89919-215-7.
- «Gerard K. O'Neill». Notable Scientists: From 1900 to the Present. Gale. 1 de enero de 2001.
- «Gerard K(itchen) O'Neill». Contemporary Authors Online. Gale. 22 de agosto de 2003.
- United States National Commission on Space (mayo de 1986). Pioneering the Space Frontier. New York: Bantam Books. ISBN 0-553-34314-9. Consultado el 17 de abril de 2009.

Artículos
- Bateman, Selby (agosto de 1984). «Interview: Gerard K. O'Neill». Compute! (51): 42. Consultado el 7 de agosto de 2008.
- Daniels, Lee A. (29 de abril de 1992). «Gerard K. O'Neill, Professor, 69; Led Studies on Physics and Space». The New York Times.
- Davis, Don (marzo de 2006). «Space Settlement: The Call of the High Frontier». Ad Astra (Washington DC: National Space Society). Consultado el 28 de agosto de 2008.
- Dickson, Ellsworth (octubre de 2007). «Magplane Technology developing unique mineral transportation system». Resource World Magazine: 80-81. Archivado desde el original el 18 de diciembre de 2008. Consultado el 27 de octubre de 2008.
- Dyson, Freeman J. (febrero  de 1993). «Gerard Kitchen O'Neill». Physics Today 46 (2): 97-98. doi:10.1063/1.2808821. Consultado el 7 de agosto de 2008. (enlace roto disponible en Internet Archive; véase el historial, la primera versión y la última).
- Brandt-Erichsen, David (noviembre–diciembre de 1994). «The L5 Society». Ad Astra (Washington DC: National Space Society). Archivado desde el original el 10 de octubre de 2008. Consultado el 24 de agosto de 2008.
- Ferris, Timothy (3 de mayo de 1981). «Nonfiction in Brief». The New York Times.
- Grierson, Bruce (abril de 2004). «Beyond NASA: Dawn of the Next Space Age». Popular Science (New York). Consultado el 4 de septiembre de 2008.
- Henson, H. Keith; Henson, Carolyn (marzo de 1977). «An Interview with Gerard K. O'Neill». L-5 News 2 (3): 8-10. Archivado desde el original el 24 de octubre de 2008. Consultado el 23 de agosto de 2008.
- Honan, Patrick (25 de mayo de 1990). «LAWN: For a Simple, Wireless LAN». Personal Computing 14 (5): 174.
- Lovell, Robert (noviembre de 1977). «Letters to L-5». L-5 News 2 (11): 1. Archivado desde el original el 24 de octubre de 2008. Consultado el 26 de agosto de 2008.
- Meinel, Carolyn (julio de 2007). «For Love of a Gun». IEEE Spectrum 44 (7): 40-46. doi:10.1109/MSPEC.2007.376607. Archivado desde el original el 27 de diciembre de 2008. Consultado el 3 de diciembre de 2008.
- O'Neill, Gerard K. (septiembre  de 1974). «The Colonization of Space». Physics Today 27 (9): 32-40.
- O'Neill, Gerard K. (septiembre de 1977). «O'Neill Summer Study Notes». L-5 News 2 (9): 9. Archivado desde el original el 24 de octubre de 2008. Consultado el 26 de agosto de 2008.
- Overend, William (11 de julio de 1977). «Colonizing Outer Space for Earthlings». Los Angeles Times. p. F1.
- Proxmire, William (marzo de 1978). «Letters to L-5». L-5 News 3 (3): 5. Archivado desde el original el 27 de septiembre de 2006. Consultado el 28 de agosto de 2008.
- Rein, Richard K. (12 de diciembre de 1977). «Maybe We Are Alone—Physicist Gerry O'Neill Says that's a Reason for Sending People into the Safety of Space». People Magazine 8 (24). Archivado desde el original el 24 de abril de 2009. Consultado el 17 de agosto de 2008.
- Ridpath, Ian (23 de junio de 1977). «Living out there». New Scientist. Consultado el 6 de diciembre de 2010.
- Sexton, Tara (26 de junio de 1989). «PC Expo Spotlights Local Area Network Efficiency, Networking DOS». PC Week 6 (25): 41-42.
- Simons, Marlise (22 de abril de 1997). «A Final Turn-on Lifts Timothy Leary Off». The New York Times. Consultado el 3 de septiembre de 2008.
- Sullivan, Walter (13 de mayo de 1974). «Proposal for Human Colonies in Space Is Hailed by Scientists as Feasible Now». The New York Times. p. 1. Consultado el 22 de agosto de 2008.
- «Morris K. Udall Gives Support to O'Neill». L-5 News 1 (1): 1. septiembre de 1975. Archivado desde el original el 24 de octubre de 2008. Consultado el 24 de agosto de 2008.
- Weil, Henry (29 de abril de 1984). «In Short: The Technology Edge». The New York Times. Consultado el 4 de octubre de 2008.
- Werbos, Paul J. (diciembre de 1978). «Congress Views Space». L-5 News 3 (12): 15-17. Archivado desde el original el 24 de octubre de 2008. Consultado el 28 de agosto de 2008.
- «Sylvia Turlington Wed at Her Home». The New York Times. 18 de junio de 1950. p. 73. Consultado el 23 de agosto de 2008.
- «O'Neill, Dr. Roger A.». San Francisco Chronicle. 23 de mayo de 2008. p. Z-99. Archivado desde el original el 24 de abril de 2009. Consultado el 22 de noviembre de 2008.
- «Comsat, Motorola score coup; purchase Geostar Corp. assets». Satellite News. 9 de diciembre de 1991. Archivado desde el original el 24 de abril de 2009. Consultado el 3 de diciembre de 2008.

Videos
The Vision of Gerard K. O'Neil 30 min testimony about what ordinary people can do about space
Nasa Ames présentation of his ideas 5 min presenting space habitats and solar power satellites
Otras Referencias
- Hanushek, Eric (27 de marzo de 1985). «Testimony on Space Shuttle Pricing Policy». United States Senate, Washington DC. Consultado el 28 de agosto de 2008.
- Hoyt, David (14 de diciembre de 2006). «X PRIZE Foundation: Revolution Through Competition». Stanford Graduate School of Business. Archivado desde el original el 19 de noviembre de 2008. Consultado el 19 de octubre de 2008.
- Richter, Burton (2 de octubre de 2002). «SLAC and Accelerators: SLAC 40th Anniversary Celebration». Stanford University. Archivado desde el original el 24 de abril de 2009. Consultado el 7 de diciembre de 2008.
- «Rick N. Tumlinson Biographical Information». Personal Website. 1 de marzo de 2006. Archivado desde el original el 24 de abril de 2009. Consultado el 7 de agosto de 2008.
- «Space Studies Institute History». Space Studies Institute. 2008. Archivado desde el original el 13 de enero de 2008. Consultado el 27 de agosto de 2008.
- «About Space Studies Institute». Space Studies Institute. 2008. Archivado desde el original el 13 de enero de 2008. Consultado el 27 de agosto de 2008.
- «Phi Beta Kappa Award in Science Winners». Phi Beta Kappa Society. 2007. Archivado desde el original el 24 de enero de 2006. Consultado el 26 de noviembre de 2008.
- «Geostar Corporation Records 1983-1991». National Air and Space Museum, Smithsonian Institution. 2006. Consultado el 30 de agosto de 2008.
- «Press Release». Keystone Semiconductor. 13 de septiembre de 2006. Archivado desde el original el 18 de diciembre de 2008. Consultado el 2 de septiembre de 2008.
- «Pegasus HAPS (Hydrazine Auxiliary Propulsion Subsystem) Rocket Body Reentry Prediction». Center for Orbital and Reentry Debris Studies. The Aerospace Corporation. 20 de mayo de 2002. Archivado desde el original el 23 de junio de 2008. Consultado el 7 de agosto de 2008.
- «Magneplane Technology Incorporated Principals». Magneplane Technology Group. Archivado desde el original el 28 de junio de 2008. Consultado el 27 de octubre de 2008.
- «National Space Society Gerard K. O'Neill Memorial Award». National Space Society. 11 de junio de 2008. Archivado desde el original el 22 de octubre de 2008. Consultado el 5 de septiembre de 2008.
- Dismukes, Kim (1 de diciembre de 2008). «Career Astronaut Biographies: Former Astronauts». National Aeronautics and Space Administration/Lyndon B. Johnson Space Center. Archivado desde el original el 3 de septiembre de 2006. Consultado el 3 de diciembre de 2008.
- «Quarterly Launch Report». Federal Aviation Administration Office of Commercial Space Transportation. 3rd Quarter 1997. Consultado el 3 de diciembre de 2008.